# Alice Rivaz
Alice Rivaz (* 14. August 1901 in Rovray als Alice Golay; † 27. Februar 1998 in Genthod) war eine Schweizer Schriftstellerin aus der Romandie.

## Leben
Alice Rivaz, Tochter der Marie-Ida Etter (1873–1958) und des Waadtländer Nationalrats (SP) Paul Golay (1877–1951), studierte Musik und absolvierte eine Ausbildung zur Pianistin und Musiklehrerin. Von 1925 bis 1959 arbeitete sie als Dokumentalistin beim Internationalen Arbeitsamt (BIT) in Genf. Ihren ersten Roman, Nuages dans la main, publizierte sie 1940. Während der Kriegsjahre war die Autorin arbeitslos, da das BIT nach Montréal zog. Sie hielt sich mit verschiedenen kleinen Jobs über Wasser, unter anderem mit Journalismus, nutzte diese Zeit aber auch, um sich intensiv dem Schreiben zu widmen. 1946 erschien ihr zweiter Roman Comme le sable, 1947 ihr dritter La Paix des ruches, dessen Bedeutung als Vorläufer der feministischen Literatur erst Ende der 1960er Jahre erkannt wurde, als es zu einer Neuauflage kam.

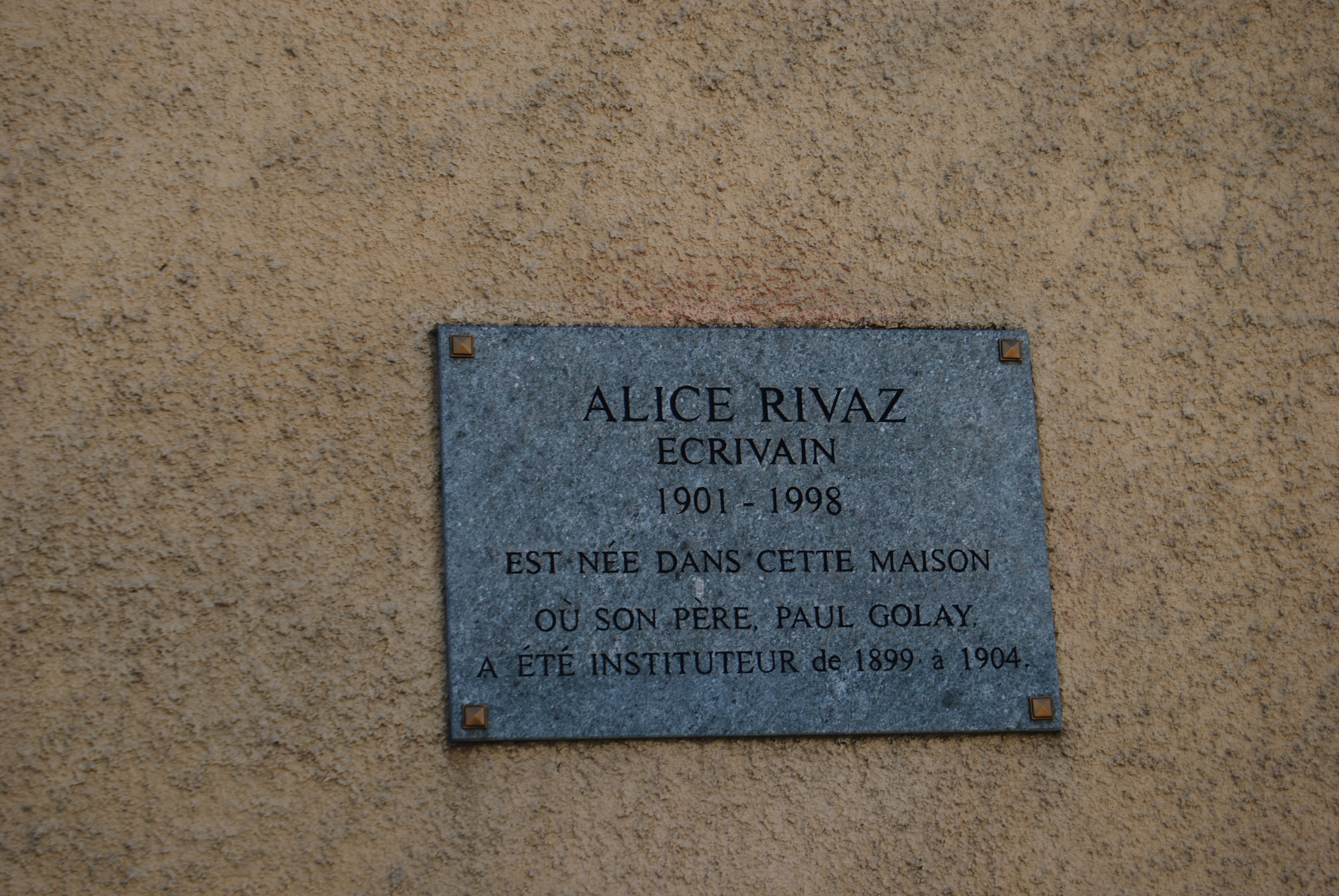
Gedenktafel am Geburtshaus von Alice Rivaz in Rovray

Nach 14-jähriger Schaffenspause – nach ihrer frühzeitigen Pensionierung – veröffentlichte Alice Rivaz 1961 den Erzählband Sans Alcool. Es folgten 1966 ein autobiographisch gefärbter Text in 11 Kapiteln, das lyrische Prosabuch Comptez vos jours, das sie selbst für ihr bestes hielt, 1967 der umfangreiche Roman Le Creux de la vague, eine Fortsetzung von Comme le sable, und 1968 L’Alphabet du matin, worin aus ihrer Kindheit in Clarens bei Montreux und Lausanne erzählt wird.
In den 1970er Jahren folgten zwei weitere Werke: 1973 der Erzählband De Mémoire et d’oubli, 1979 ihr Hauptwerk, der Roman Jette ton pain, 1980 die Essaysammlung Ce Nom qui n’est pas le mien und schliesslich 1983 noch ihre Tagebucheintragungen Traces de vie, carnets 1939-1982.

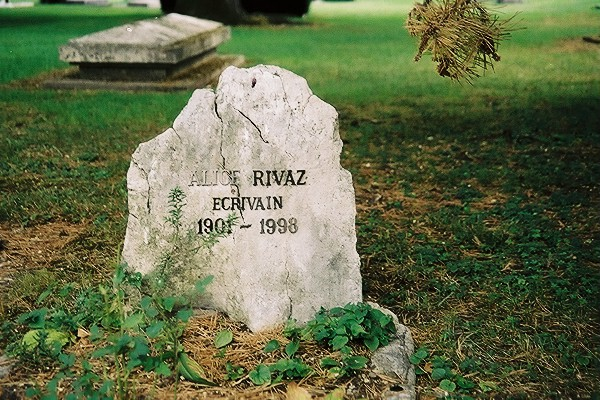
Grab Alice Rivaz

Alice Rivaz verbrachte fast ihr ganzes Leben in Genf in einer kleinen Wohnung, in der sie 60 Jahre lebte und ihr gesamtes literarisches Werk schrieb. Von 1992 bis zu ihrem Tod lebte sie in Genthod bei Genf. Sie liegt auf dem Cimetière-des-Rois-Friedhof begraben, rechts neben den Musikern Ernest Ansermet und Alberto Ginastera.
Nach ihr wurden ein Intercity Neigezug der SBB, eine Erwachsenenschule in Genf (das Collège pour adultes Alice-Rivaz), eine Strasse im Genfer Quartier Champel, ein Platz im waadtländischen Clarens sowie ein Literaturpreis (seit 2015) benannt.
Sie wurde für ihr Werk mehrfach ausgezeichnet. Einige ihrer Bücher wurden auf Deutsch übersetzt und zuerst vom einstigen Zürcher Benziger Verlag und ab 1993 vom Basler Lenos Verlag herausgebracht. Alice Rivaz’ Nachlass befindet sich im Schweizerischen Literaturarchiv in Bern.

## Werke

### Romane
- Nuages dans la main. 1940; Wolken in der Hand. Deutsch von Markus Hediger. Huber Verlag Frauenfeld 1992; Lenos Verlag, Basel 1995.
- Comme le sable. 1946; Wie Sand durch die Finger. Deutsch von Markus Hediger. Lenos Verlag, Basel 2000 und 2006.
- La Paix des ruches. 1947; Der Bienenfriede. Deutsch von Marcel Schwander. Benziger Verlag, Zürich 1976; Lenos Verlag, Basel 1993 und 2001,
- Le Creux de la vague. 1967; Das Wellental. Deutsch von Markus Hediger, Lenos Verlag, Basel 2001,
- L’Alphabet du matin. 1968.
- Jette ton pain. 1979; Schlaflose Nacht. Deutsch von Markus Hediger. Lenos Verlag, Basel 1994 und 1997, Schweizer Bibliothek Zürich 2005.

### Erzählungen
- Cendres.  1943.
- Sans alcool. 1961.
- Comptez vos jours. 1966; Bemesst die Zeit. Deutsch von Marcel Schwander. Benziger Verlag, Zürich 1976; Basel 1993.
- De Mémoire et d’oubli. Erzählungen, 1973; Aus dem Gedächtnis, aus dem Vergessen. Deutsch von Markus Hediger. Basel 1997.
- L’Homme et son enfant. Sans alcool. Le Canari. Erzählungen. 1996.

### Essays
- Ce Nom qui n’est pas le mien. 1980.
- Jean-Georges Lossier. Poésie et vie intérieure. 1986.

### Tagebücher
- Traces de vie, Carnets 1939–1982. 1983.

### Briefwechsel
- Creuser des puits dans le désert. Lettres à Jean-Claude et Paule Fontanet. 2001.
- Les Enveloppes bleues. Correspondance 1944–51. (mit Pierre Girard), 2005.
- Pourquoi serions-nous heureux? Correspondance 1945–1982. (mit Jean-Georges Lossier), 2008.

### Hörbuch
- Schlaflose Nacht. (Bearbeitung: Simona Ryser) auf Radio DRS 2 2007. Christoph Merian Verlag, Basel 2007, ISBN 978-3-85616-338-9.

## Auszeichnungen
- 1942, 1969: Einzelwerkpreise der Schweizerischen Schillerstiftung
- 1967: Prix des écrivains vaudois
- 1975: Prix quadriennal de la Ville de Genève
- 1980: Grand Prix C.-F. Ramuz
- 1997: Médaille Genève Reconnaissante